# Prionium
Prionium là một chi thực vật có hoa trong họ Thurniaceae. Chi này chỉ chứa 1 loài là Prionium serratum (L.f.) Drège, 1843 đặc hữu Nam Phi.